# 자동 출입국 심사

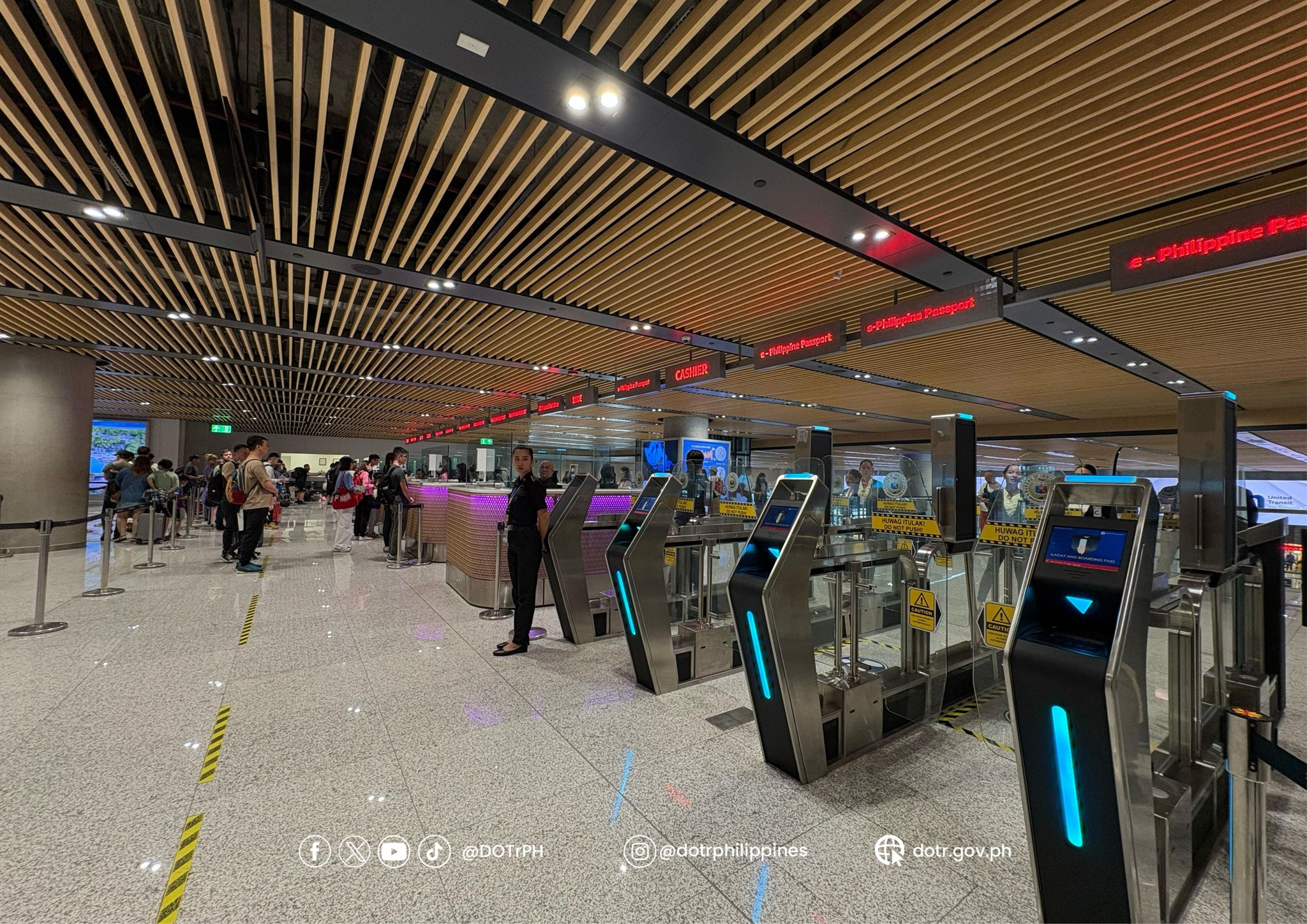
필리핀 막탄 세부 국제공항의 자동 출입국 심사 시스템.

자동 출입국 심사(自動出入國審査, 영어: Automated border control system)는 생체인증 여권의 칩에 저장된 데이터와 자동 출입국 게이트에 입장할 때 찍은 사진이나 지문을 사용하여 여권 소지자의 신원을 확인하는 자동화된 출입국 심사 시스템이다. 여행객은 얼굴, 홍채, 지문 또는 여러 방식을 조합하여 생체 인식 검증을 거친다. 신원 확인 절차가 완료되고 여권 소지자의 신원이 확인되면 게이트나 개찰구와 같은 물리적 장벽이 열려 통과가 허용된다. 여권 소지자의 신원이 확인되지 않거나 시스템이 오작동하는 경우 게이트나 개찰구가 열리지 않고 관리관이 직접 여행객과 심사한다.